# Villefrancon
Villefrancon is een plaats en voormalige gemeente in het Franse departement Haute-Saône in de regio Bourgogne-Franche-Comté en telt 136 inwoners (2011). De plaats maakt deel uit van het arrondissement Vesoul.

## Gechiedenis
Op 1 januari 2025 fuseerde Villefrancon met de gemeente Choye tot de commune nouvelle Colombine.

## Geografie
De oppervlakte van Villefrancon bedraagt 5,6 km², de bevolkingsdichtheid is 24,3 inwoners per km².
De onderstaande kaart toont de ligging van Villefrancon met de belangrijkste infrastructuur en aangrenzende gemeenten.

## Demografie
Onderstaande figuur toont het verloop van het inwonertal.